# Mount Cordwell
Mount Cordwell är ett berg i Antarktis. Det ligger i Östantarktis. Australien gör anspråk på området. Toppen på Mount Cordwell är 1 545 meter över havet.
Terrängen runt Mount Cordwell är huvudsakligen platt, men åt sydväst är den kuperad. Trakten är obefolkad. Det finns inga samhällen i närheten.